# Les Avants
Les Avants je vesnice v kantonu Vaud ve Švýcarsku. Je součástí obce Montreux na východě kantonu v okrese Vevey. Nachází se 3,5 km severovýchodně od města Montreux a 25 km východně od Lausanne.
Je to lyžařské středisko. Konalo se zde 1. Mistrovství Evropy v ledním hokeji v roce 1910. Podle vesnice se jmenuje pozemní lanovka Chemin de fer Les Avants – Sonloup, která byla otevřená v roce 1901.